# Prix La Bruyère
Le prix La Bruyère est un prix de philosophie décerné par l'Académie française depuis 1994.

## Liste des lauréats

### Années 1990
- 1995 : Jean-Marc Ferry pour l'ensemble de son œuvre
- 1996 : Thomas De Koninck pour De la dignité humaine (PUF, réédition « Quadrige ») et André Comte-Sponville pour Petit Traité des grandes vertus (PUF)
- 1997 : Guy Lazorthes pour Les Hallucinations (Masson)
- 1998 : Djibril Samb pour Les Premiers Dialogues de Platon. Structure dialectique et ligne doctrinale (Nouvelles Éditions africaines du Sénégal)
- 1999 : Bruno Racine pour La Séparation des biens (éditions Grasset)

### Années 2000
- 2000 : Michel Bouvier pour La Morale classique (Honoré Champion) et Jean Salem pour Cinq variations sur la sagesse, le plaisir et la mort (Encre marine)
- 2001 : Tzvetan Todorov pour Mémoire du mal, Tentation du bien (éditions Robert Laffont) et Georges Balandier pour Le Grand Système (Fayard)
- 2003 : Marc Sagnol pour Tragique et Tristesse, Walter Benjamin archéologue de la modernité (éditions du Cerf)
- 2004 : Jacques Arnould pour Les Moustaches du diable (éditions du Cerf)
- 2005 : Laurent Sentis pour De l'utilité des vertus (éditions Beauchesne)
- 2006 : Louis Van Delft pour Les Spectateurs de la vie. Généalogie du regard moraliste (Presses de l'Université Laval)
- 2007 : Anne Gangloff pour Dion Chrysostome et les mythes. Hellénisme, communication et philosophie politique (Jérôme Millon)
- 2008 : Joël Janiaud pour Au-delà du devoir. L'acte surérogatoire (Presses universitaires de Rennes)
- 2009 : Gianni Paganini pour Skepsis. Le débat des Modernes sur le scepticisme (Vrin)

### Années 2010
- 2010 : Camille Riquier pour Archéologie de Bergson. Temps et métaphysique (PUF)
- 2011 : Emmanuel Housset pour Husserl et l'Idée de Dieu (éditions du Cerf)
- 2012 : Émilie Tardivel pour La Liberté au principe. Essai sur la philosophie de Patocka (Vrin)
- 2013 : Jean Greisch pour Du non-autre au tout-autre. Dieu et l'absolu dans les théologies philosophiques de la modernité (PUF)
- 2014 : Philippe Raynaud pour La Politesse des Lumières. Les lois, les mœurs, les manières (éditions Gallimard)
- 2015 : Jean Viardot pour La Bruyère et le collectionnisme. Vraie dévotion à de fausses idoles
- 2016 : Renan Larue pour Le Végétarisme et ses ennemis. Vingt-cinq siècles de débats
- 2017 : Pierre Vesperini pour Droiture et mélancolie. Sur les écrits de Marc Aurèle
- 2018 : Georges Didi-Huberman pour Ninfa profunda. Essai sur le drapé-tourmente
- 2019 : Martin Rueff pour Foudroyante pitié : Aristote avec Rousseau, Bassani avec Céline et Ungaretti, et À coups redoublés : Anthropologie des passions et doctrine de l’expression chez Jean-Jacques Rousseau

### Années 2020
- 2020 : Kristell Trego pour L’Impuissance du possible. Émergence et développement du possible, d’Aristote à l’aube des temps modernes
- 2021 : Séverine Denieul pour Casanova. Le moraliste et ses masques
- 2022 : Philippe Grosos pour Des profondeurs de nos cavernes. Préhistoire - Art - Philosophie
- 2023 : Nathalie Heinich pour La Valeur des personnes. Preuves et épreuves de la grandeur
- 2024 : Paul Clavier pour Les Avatars de la preuve cosmologique. Essai sur l’argument de la contingence